# قوانین ترمودینامیک
قوانین ترمودینامیک به چهار قانونی فیزیکی گفته می‌شود که از کمیت‌های فیزیک، (مانند فشار، انرژی و آنتروپی) برای توصیف سیستم‌های‌ترمودینامیکی در تعادل ترمودینامیکی استفاده می‌کند. این قوانین همچنین روابط برخی پارامترهای ترمودینامیکی همانند کار ترمودینامیکی و گرما را توضیح می‌دهند. قوانین ترمودینامیکی رفتار هریک از کمیت‌ها در شرایط گوناگون را توضیح داده و وجود از پدیده‌ها مانند حرکت‌دایمی را به دلیل نقض قانون اول یا قانون دوم ترمودینامیک غیرممکن می‌داند. قوانین اصلی ترمودینامیک عبارتند از قانون صفرم، اول، دوم و سوم ترمودینامیک.

## قانون صفرم ترمودینامیک
قانون صفرم ترمودینامیک بیان می‌کند که اگر دو سیستم با سیستم سومی در حال تعادل گرمایی باشند، با یکدیگر در حال تعادلند.

## قانون اول ترمودینامیک
انرژی درونی یک سیستم منزوی ثابت و پایدار است.
قانون اول ترمودینامیک که به عنوان قانون بقای کار و انرژی نیز شناخته می‌شود، می‌گوید: تغییر انرژی درونی یک سیستم برابر است با اختلاف گرمای داده شده به سیستم و کار انجام شده توسط سیستم بر روی محیط با علامت مثبت:

## قانون دوم ترمودینامیک
ساخت یک موتور سیکلی که تأثیری جز انتقال مداوم گرما از دمای سرد به دمای گرم نداشته باشد، غیرممکن است.
بیان کلوین-پلانک: غیرممکن است وسیله‌ای بسازیم که در یک سیکل عمل کند و در عین حال فقط بایک مخزن تبادل حرارت داشته باشد یعنی غیرممکن است یک موتور حرارتی بدون از دست دادن گرمادر Qc به کار خود ادامه دهد.
بیان کلازیوس: امکان ندارد که یک یخچال طی یک چرخه، تمام انرژی را که از منبع سرد دریافت می‌کند به منبع گرم انتقال دهد؛ بلکه مقداری از این انرژی طی این فرایند هدر می‌رود.
بعبارتی دیگر قانون دوم ترمودینامیک مسیر انجام یک فرایند است. TdS =Q

## قانون سوم ترمودینامیک
قانون سوم ترمودینامیک می‌گوید هنگامی که انرژی یک سیستم به حداقل مقدار خود میل می‌کند، آنتروپی سیستم به مقدار قابل چشم‌پوشی می‌رسد. یا به‌طور نمادین:

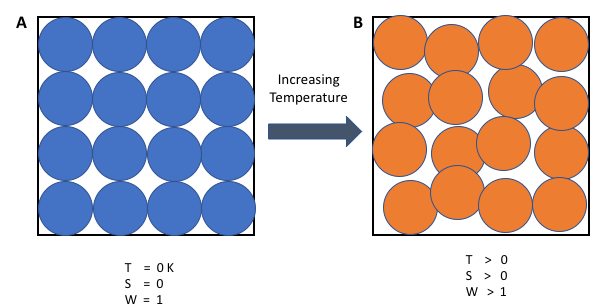
(الف) پیکربندی منفرد ممکن برای یک سیستم در صفر مطلق، یعنی فقط یک ریز حالت قابل دسترسی است. بنابراین S = k ln W = ۰ است. (ب) در دماهای بیشتر از صفر مطلق، چندین ریز حالت به دلیل ارتعاش اتمی قابل دسترسی هستند (در شکل اغراق شده است). از آن‌جایی‌که تعداد ریز حالت‌های قابل دسترسی بیشتر از ۱ است، S = k ln W > ۰ است.

هنگامی که {\displaystyle U\longrightarrow {U_{0}}}، {\displaystyle S\longrightarrow {0}}